# Debreceni VSC
Debreceni VSC (kraće DVSC ili samo Debrecen) mađarski je nogometni klub iz Debrecena.

## Povijest
Klub je osnovan 12. ožujka 1902. godine, pod imenom Egyetértés Futball Club.
Prvi put u svojoj povijesti Debreceni je postao prvoligaš u sezoni 1942./43. Sljedećih pedeset godina klub je životario između prve lige i druge lige. Čak osam puta su ispadali iz prve lige, a 1967. godine pali su i tri ranga niže. 
Najuspješnije doba kluba počinje ulaskom u prvu ligu u sezoni 1992./93. Od tada postaje sedam puta prvak Mađarske, te po šest puta osvajaju mađarski kup. U sezoni 2009./10. se prvi puta u povijesti natječu u skupini Lige prvaka.
Za Debrecenija su igrali hrvatski igrači Sandro Tomić i Ronald Habi, koji su u njemu osvojili naslove državnog prvaka.

## Uspjesi
- Nemzeti Bajnokság I
  - Pobjednik: 2004./05., 2005./06., 2006./07., 2008./09., 2009./10., 2011./12., 2013./14.

- Mađarski nogometni kup
  - Osvajač: 1999., 2001., 2008., 2010., 2012., 2013.

- Mađarski nogometni superkup
  - Osvajač: 2005., 2006., 2007., 2009., 2010.

- Mađarski nogometni liga kup
  - Osvajač: 2010.

## Vanjske poveznice
- Službene stranice Debreceni VSC